# Suhrob Khodjaev
Suhrob Khodjaev (en ouzbek, Сӯҳроб Хоҷаев, né le 21 mai 1993 au Tadjikistan) est un athlète ouzbek, spécialiste du lancer de marteau.

## Carrière
Il porte son record à 78,22 m le 25 juillet 2015 à Almaty. Il participe en tant que junior aux Jeux olympiques de 2012 et y termine à la 38e et dernière place.
Il remporte la médaille de bronze lors des Championnats d'Asie d'athlétisme 2019 en 72,85 m.

## Palmarès
| Date | Compétition         | Lieu     | Résultat | Marque  |
| ---- | ------------------- | -------- | -------- | ------- |
| 2023 | Championnats d'Asie | Bangkok  | 2e       | 71,83 m |
| 2023 | Jeux asiatiques     | Hangzhou | 3e       | 70,79 m |